# Rusalka (opera)
För Dargomyzjskijs opera, se Rusalka (Dargomyzjskij).
För andra betydelser, se Rusalka.

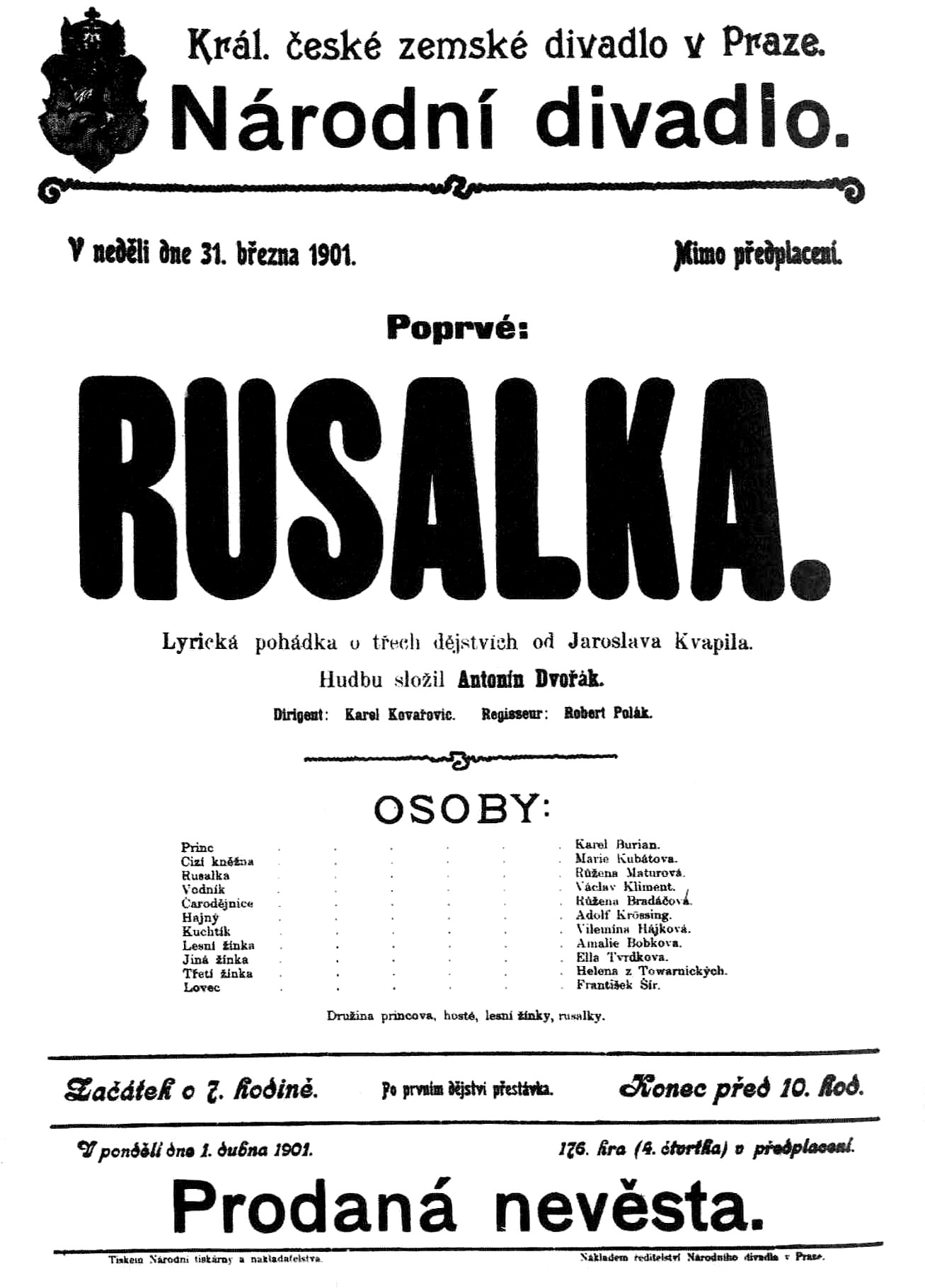
Affisch till premiären i Prag 1901.

Rusalka är en tjeckisk sagoopera i tre akter med musik av Antonín Dvořák. Librettot är skrivet av den tjeckiske poeten Jaroslav Kvapil.

## Historia
Under en semesterresa till ön Bornholm 1899 inspirerades Jaroslav Kvapil till att skriva en operatext, som visserligen passade väl in på förra sekelskiftets förkärlek för det mystiska, men som varken tilltalade Oskar Nedbal, Josef Bohuslav Foerster eller Josef Suk. Först genom direktören för Prags Nationalteater František Šuberts försorg hamnade texten hos Dvořák, som genast blev fascinerad av dess lyriska och impressionistiska innehåll och tonsatte operan mellan april och november 1900. Han tog tillvara erfarenheterna från sina talrika verk och begagnade sig av alla de stilmedel som han ansåg var lämpliga för att karakterisera de båda obesjälade, men inkännande naturväsendena och de besjälade, men emotionellt labila människorna. Dvořák använde sig i operan av hela sin epoks samlade uttrycksrepertoar utan att lämna minsta känsla musikaliskt obeaktad. Klassiskt kompositionssätt, motiviskt arbete, lied- och ariaformer tillsammans med impressionismens klangfärgsteknik och expressionistiska gester förenas i en syntes. Härigenom lyckades tonsättaren på ett övertygande sätt förmedla berättelsens irrationella värld till publiken, och operan fick genomgående gott anseende på den internationella scenen.
Det tjeckiska ordet "Rusalka" har ryskt ursprung och betyder "förtrollat och förtrollande kvinnligt väsen". Rusalka är besläktad med de väsen som i sagorna, legenderna och myterna kallas för nymfer, sirener, undiner eller sjöjungfrur. Sjöjungfrumotivet är inte ovanligt och Kvapil hämtade troligen inspiration från sagor av Karel Jaromir Erben och Božena Němcová liksom från Friedrich de la Motte Fouqués saga Undine och H. C. Andersens Den lilla sjöjungfrun.  

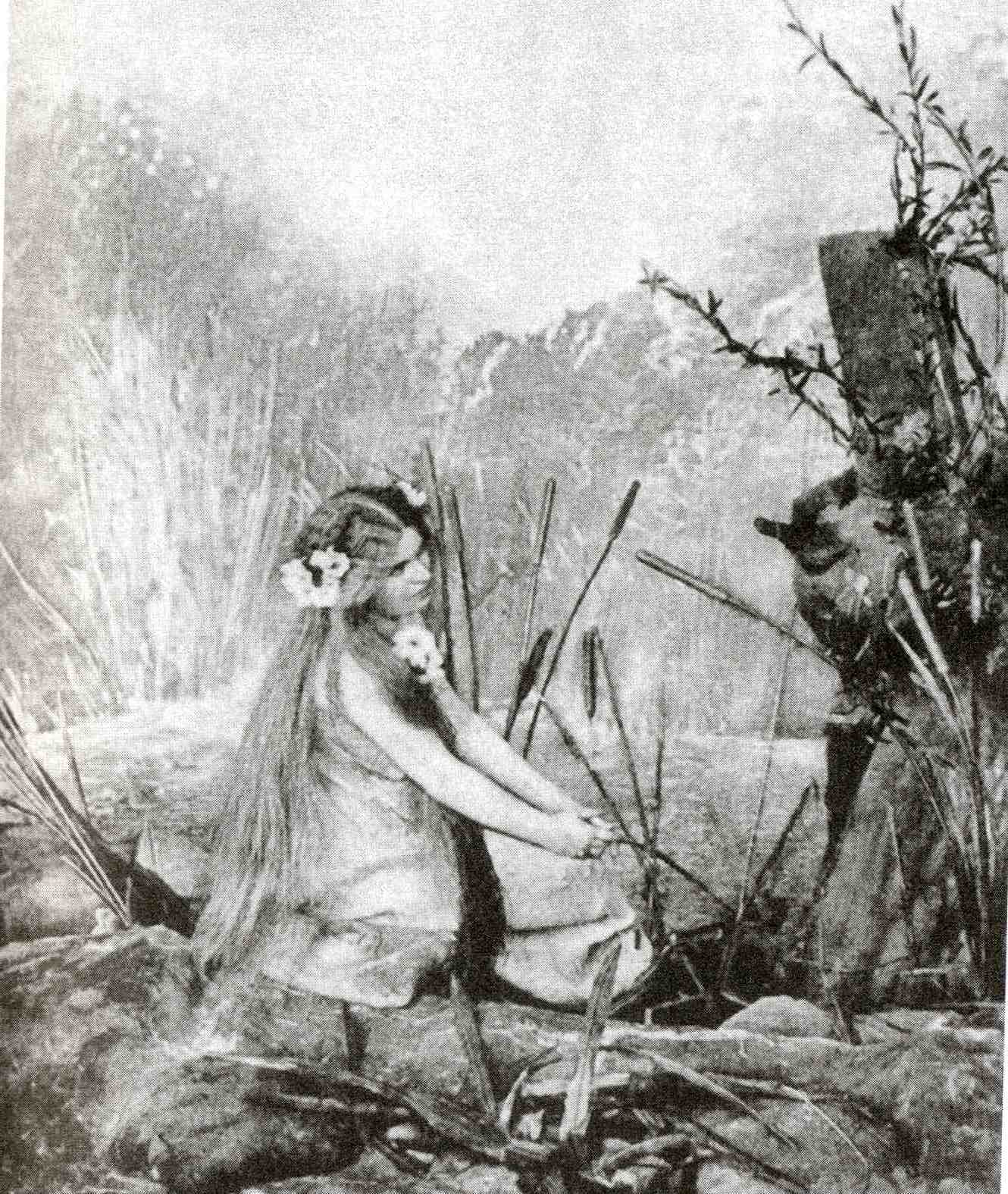
Růžena Maturová som Rusalka vid uruppförandet 1901.

Operan uruppfördes på Nationalteatern i Prag den 31 mars 1901. Svensk premiär på Operahögskolan i Stockholm 14 november 1992.

## Personer
- Rusalka, vattennymf (sopran)
- Prinsen (tenor)
- Den främmande furstinnan (sopran)
- Vattenanden (basstämma)
- Jezibaba, häxa (alt)
- Skogvaktaren (tenor)
- En kökspojke (sopran)
- Jägaren (tenor)
- Tre skogsnymfer (2 sopraner, alt)
- Skogsnymfer, slottsgäster, sjöjungfrur (kör)

## Handling
Akt I
Djupt inne i skogen. I sommarnatten dansar skogsnymferna och sjöjungfrurna vid sjöstranden och retar Vattenanden. Endast hans dotter Rusalka är olycklig. Hon önskar sig mänsklig gestalt och själ, för att kunna vinna den unge prinsen som hon hastigt såg när denne badade i havet. Han har dock aldrig sett Rusalka eftersom hon är osynlig för människornas ögon. Förgäves varnar Vattenanden sin dotter för denna slags kärlek. Rusalka ber en häxa om hjälp. Denna beviljar Rusalka hennes önskan, men under villkoret att hon blir stum. Skulle den älskade vara otrogen, då döms hon att irra omkring hemlös. När prinsen under jakten förirrar sig ned till havsstranden, lyckas Rusalka erövra hans kärlek genom sin tysta skönhet och han för henne med till sitt slott. Men kärleken svalnar snart eftersom han inte förstår sig på denna egendomliga, stumma varelse.
Akt II
Vid dammen i slottsparken. För folket på slottet framstår den tysta bruden som sällsam och kuslig. Prinsen älskar visserligen den vackra okända flickan, men irriterar sig samtidigt över hennes främmande väsen. En furstinna som har blivit inbjuden till bröllopet utnyttjar detta och gör öppet erotiska närmanden mot brudgummen.
Rusalka flyr till dammen och beklagar sin olycka för Vattenanden. När prinsen lidelsefullt uppvaktar furstinnan, drar Vattenanden ned Rusalka till sitt rike och hotar den otrogne brudgummen. Djupt skakad av förlusten av sin sanna kärlek, faller prinsen i själslig vanmakt.
Akt III
På sjöstranden. Rusalka, som nu är hemlös och bannlyst ut sina systrars krets, söker på nytt upp häxan. Men hon kan endast få hjälp genom att döda den otrogen prinsen. Endast mänskligt blod kan frälsa henne. Men det varken kan eller vill Rusalka. Även prinsens skogvaktare och en kökspojke söker upp häxan för att finna bot mot deras herres djupa depression. Denne lär av en ondskefull varelse ha tvingats till giftermål och sedan blivit sjuk genom trolldom. Den vredgade Vattenanden fördriver dem båda.
Skogsnymferna vill på nytt roa sig med Vattenanden, men denne berättar bekymrat för dem om Rusalkas sorgliga öde. På havsstranden söker prinsen efter Rusalka för att be henne om förlåtelse. Hon vill rädda hans liv men det enda han vill är att lämna världen. Hon svävar som ett irrljus över havet. Hon förklarar då, att hon inte kan ge mänsklig värme och att en kyss skulle döda honom. Han ber ändå om denna dödskyss och de sjunker tillsammans ner i vattnet.

## Från uppsättning på The Metropolitan Opera i februari 2014

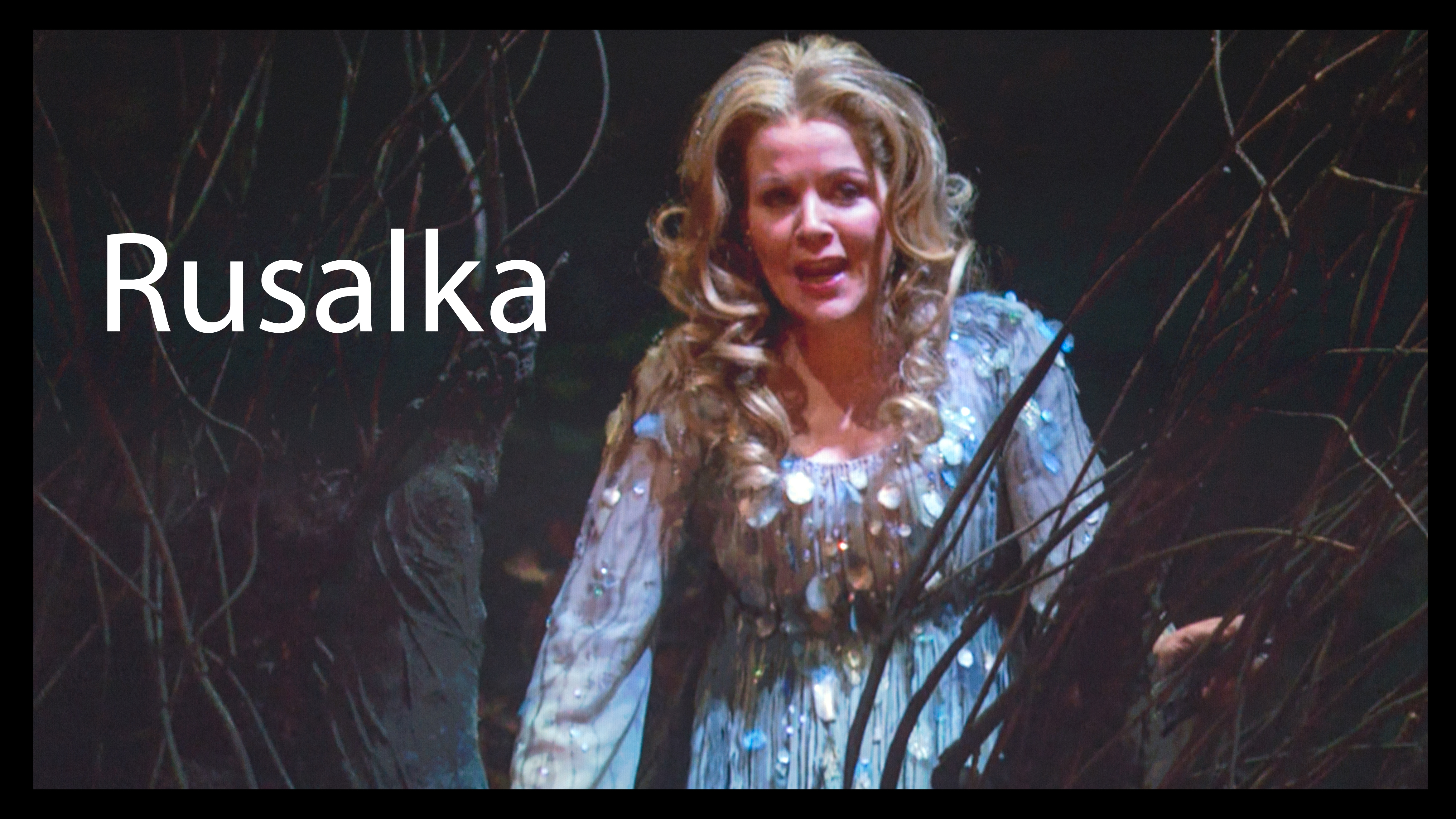
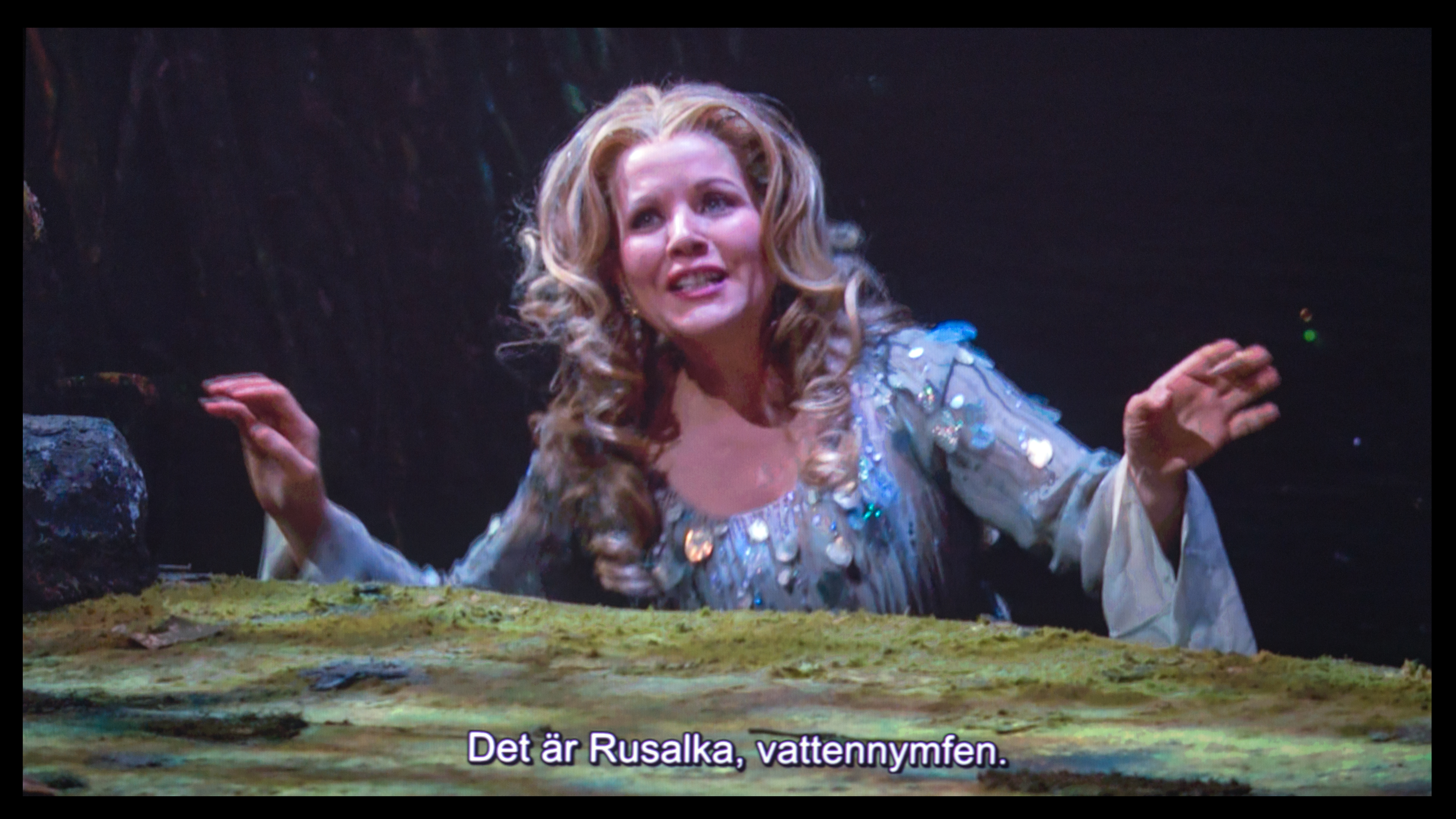
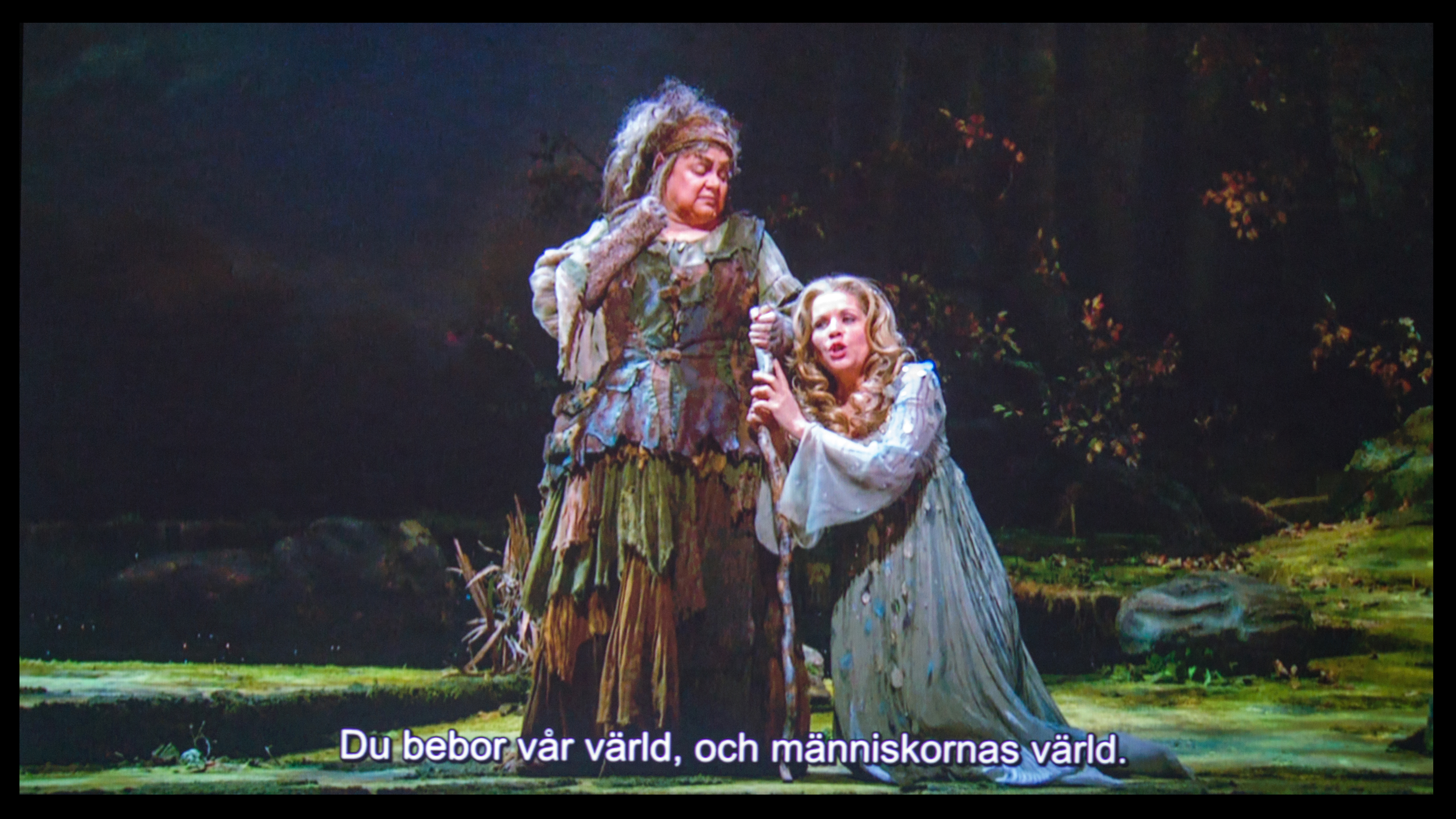
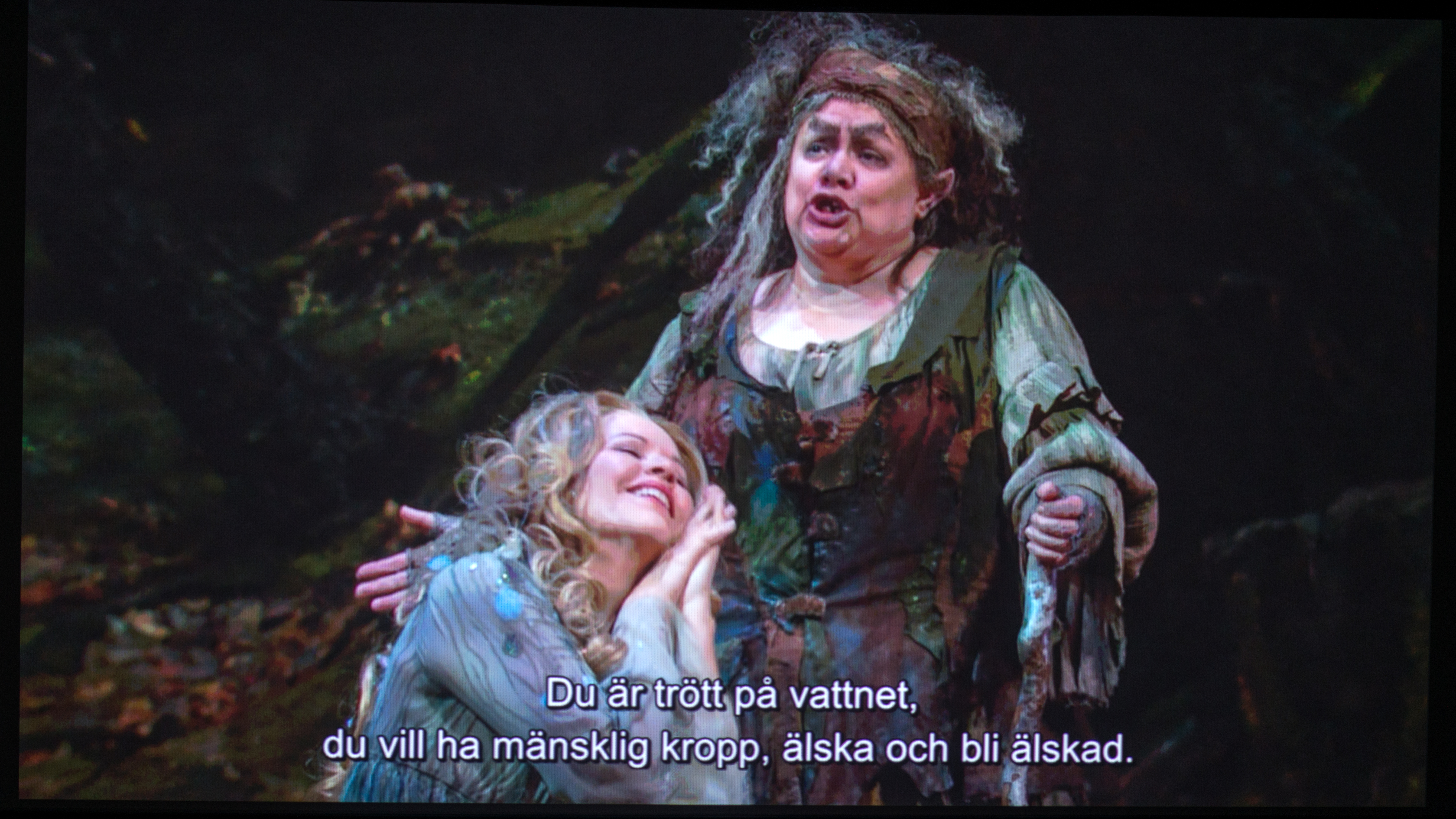
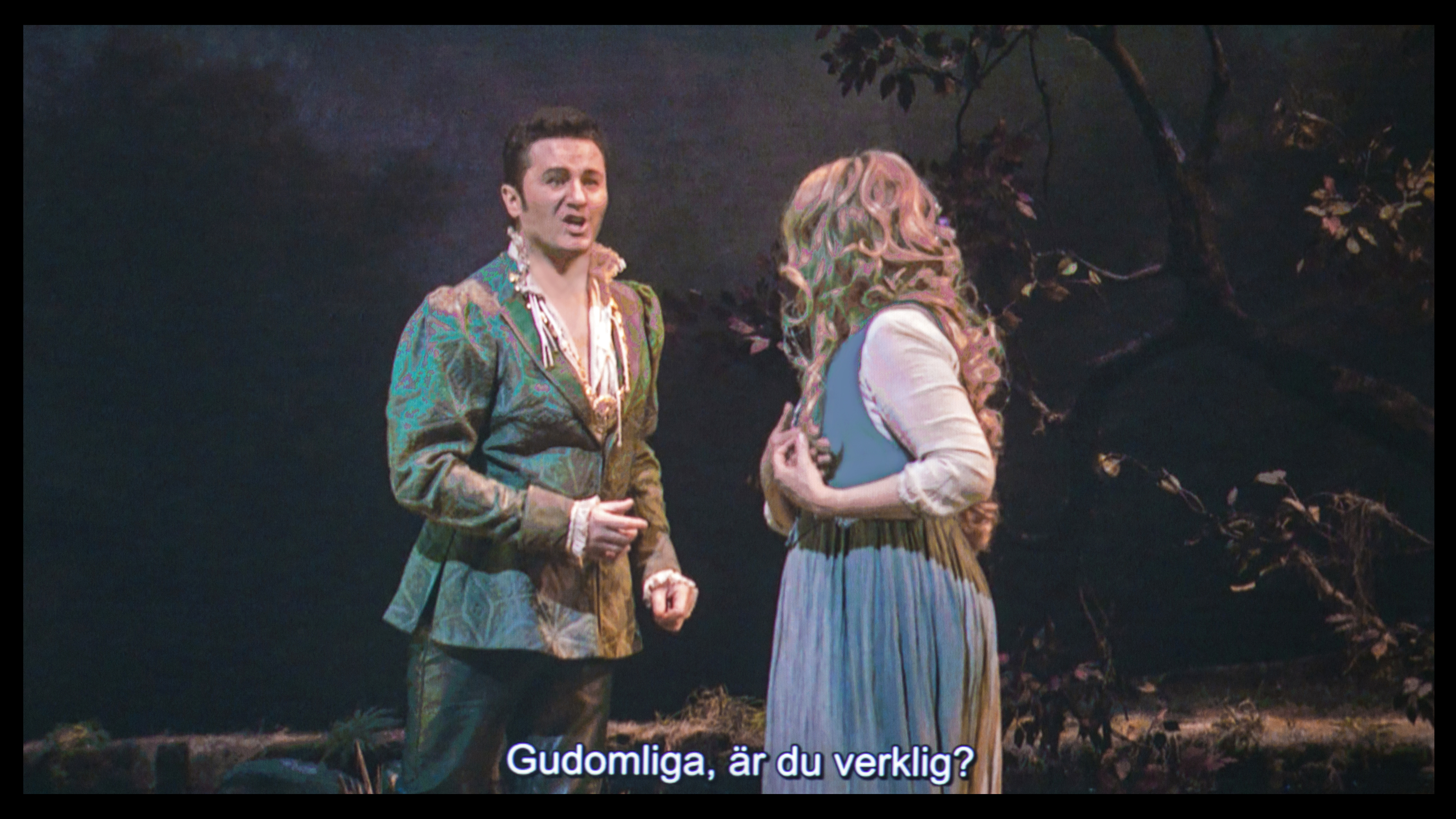
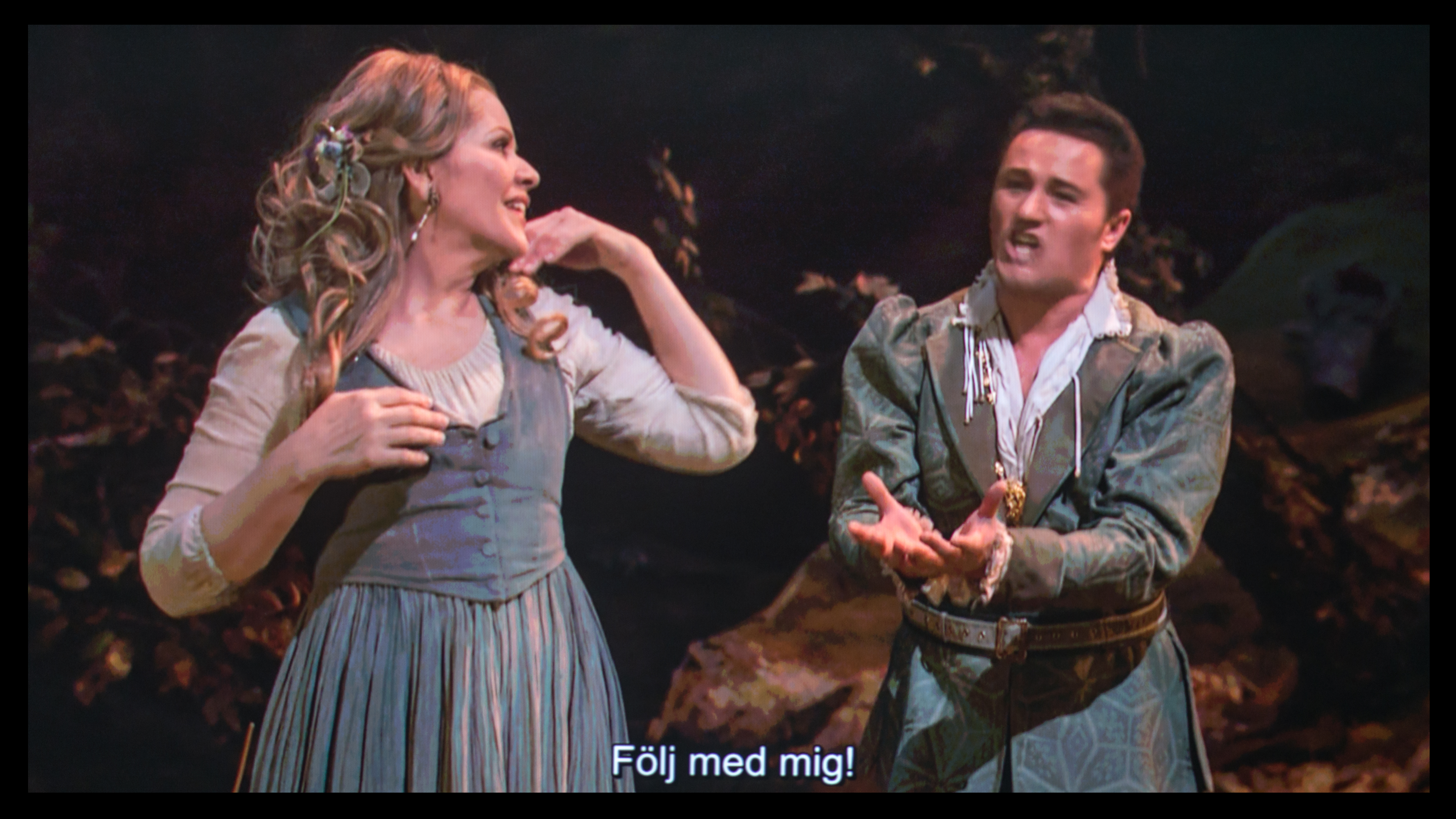
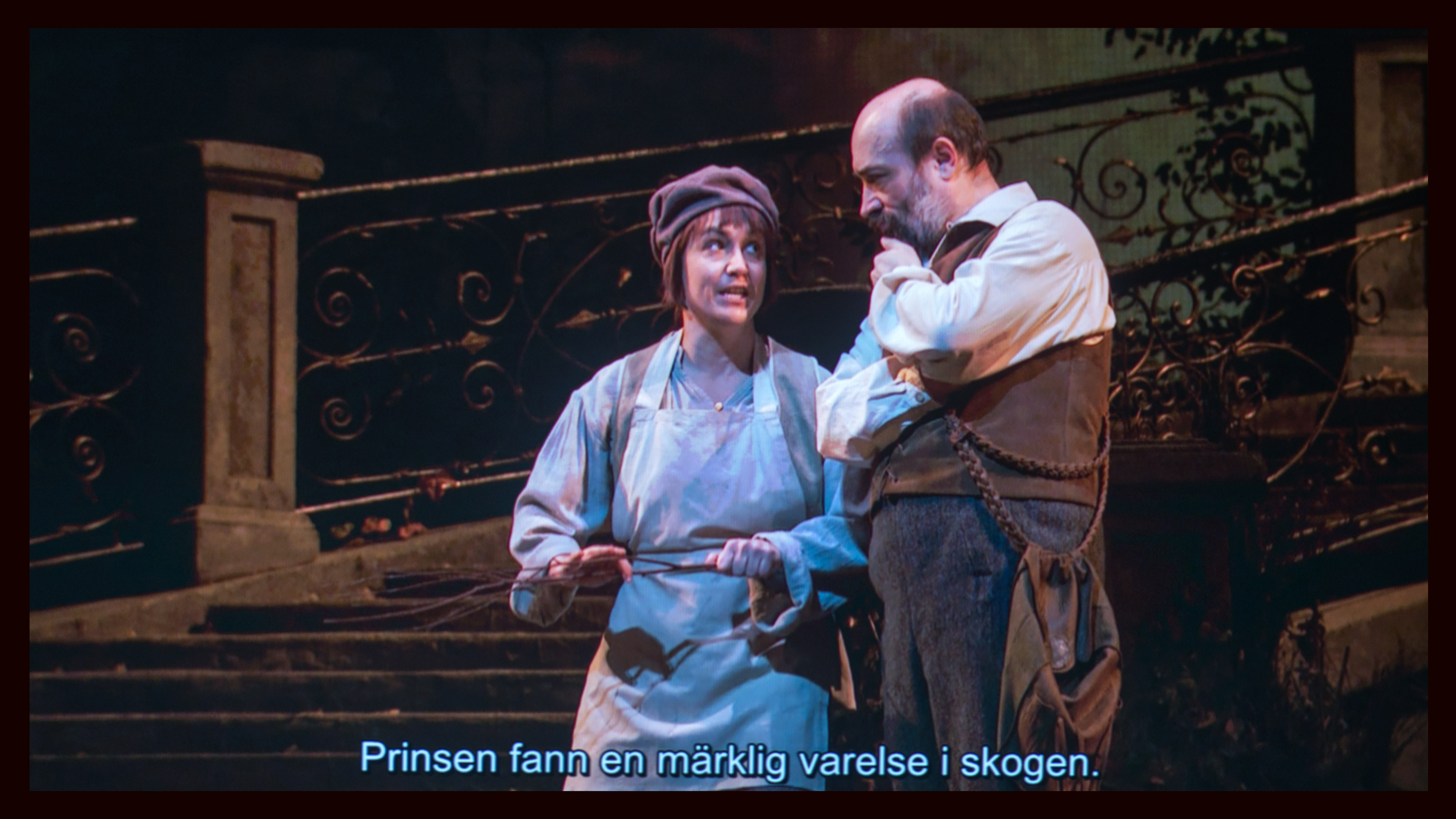
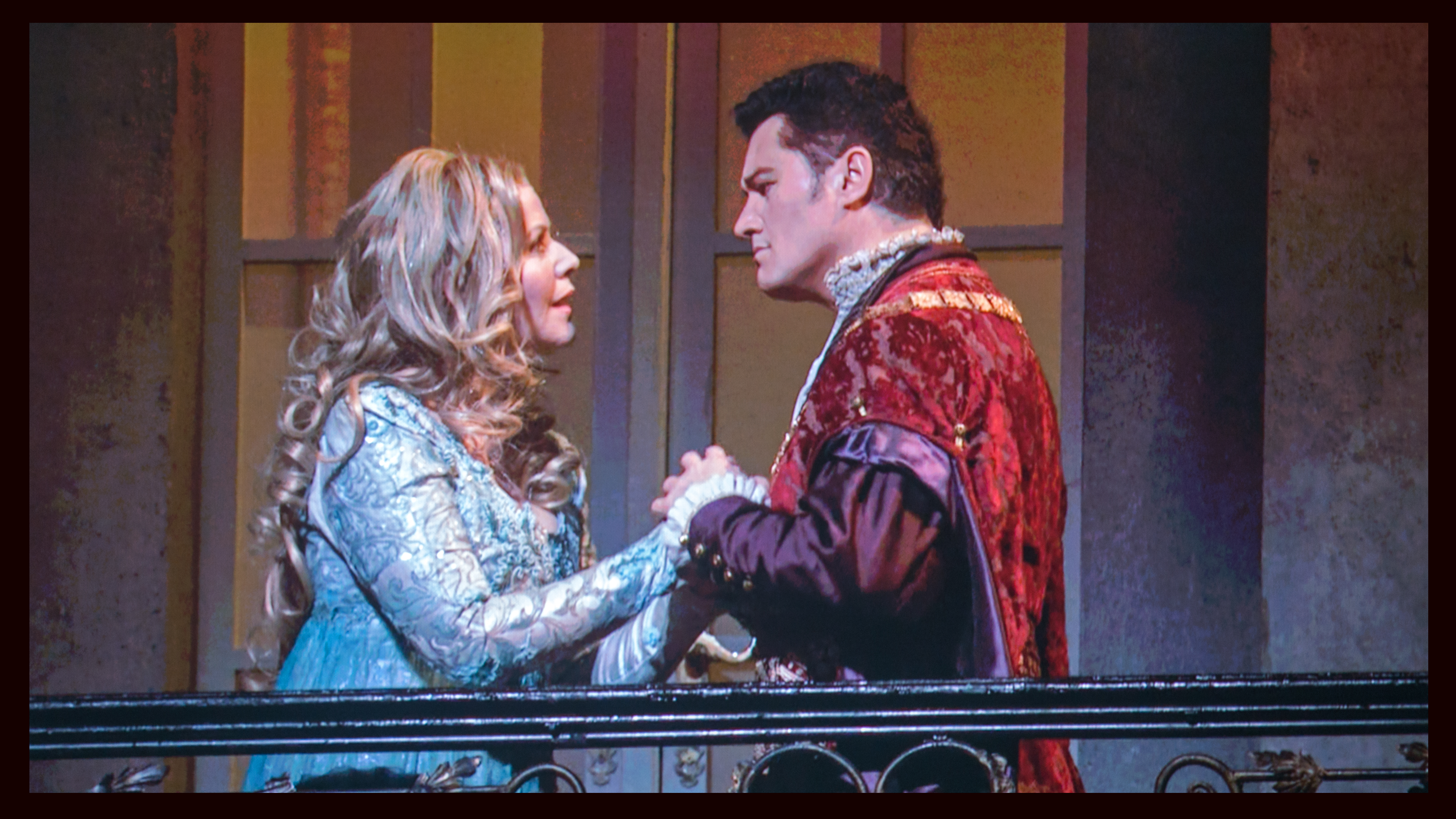
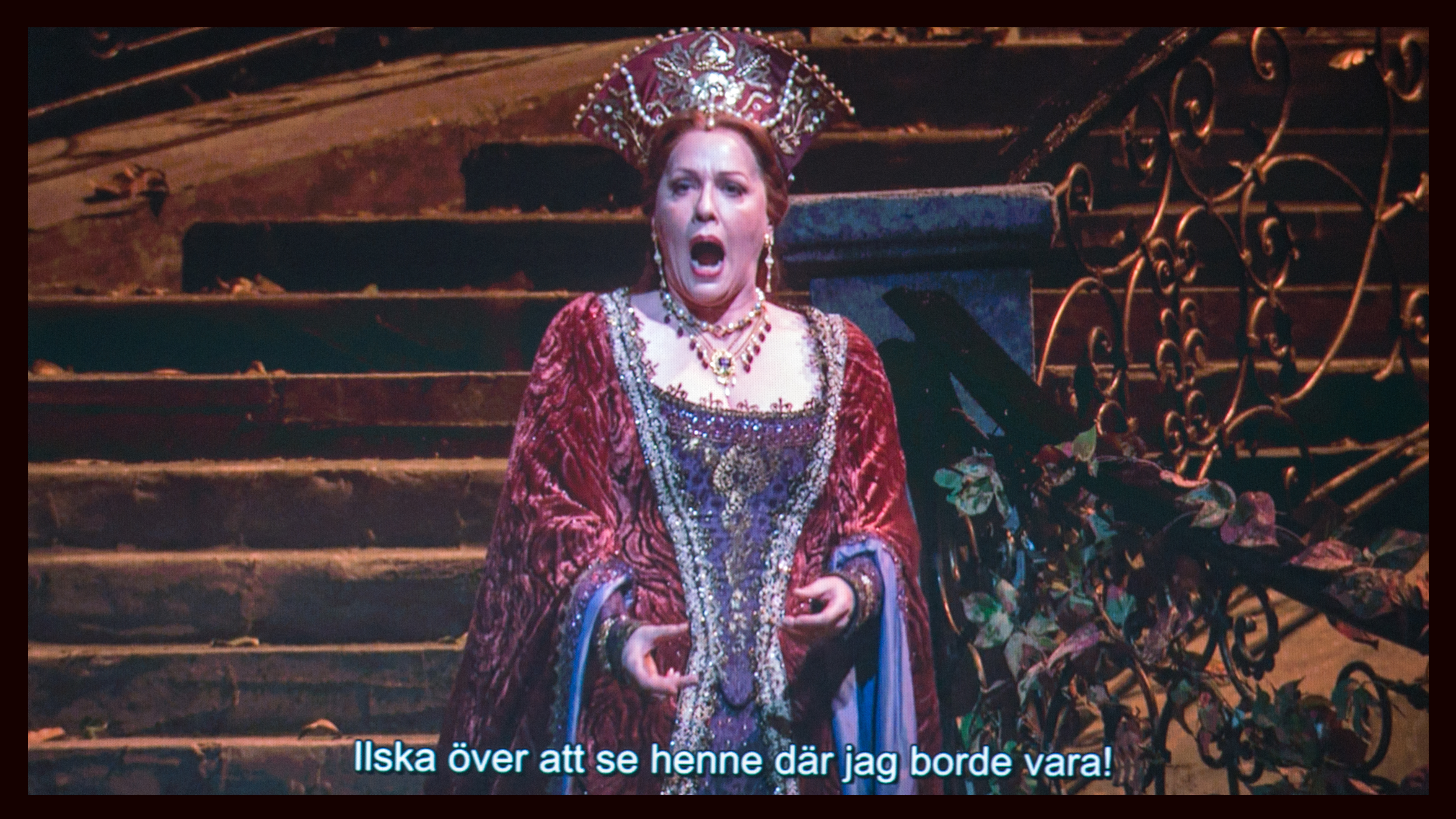
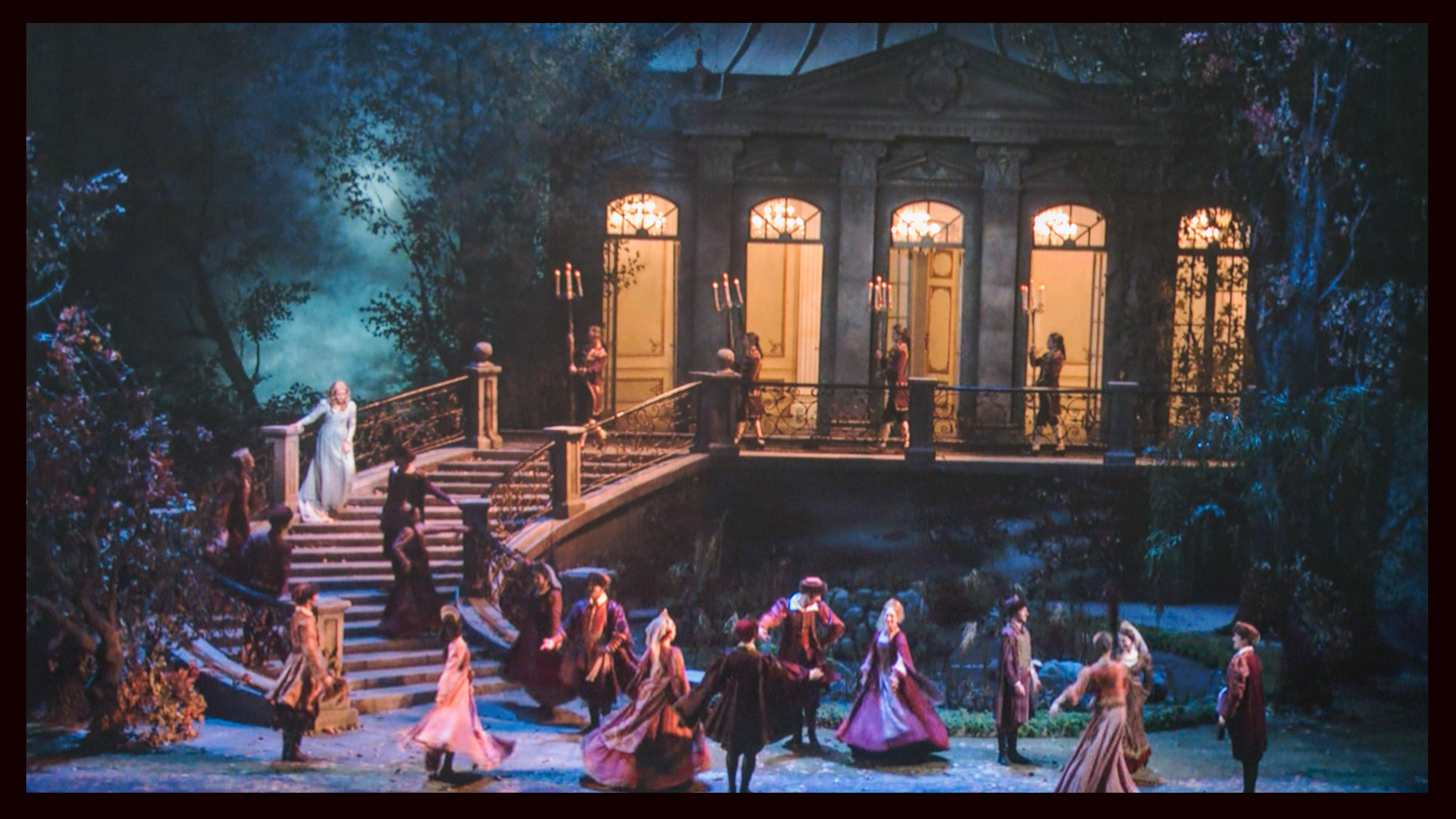
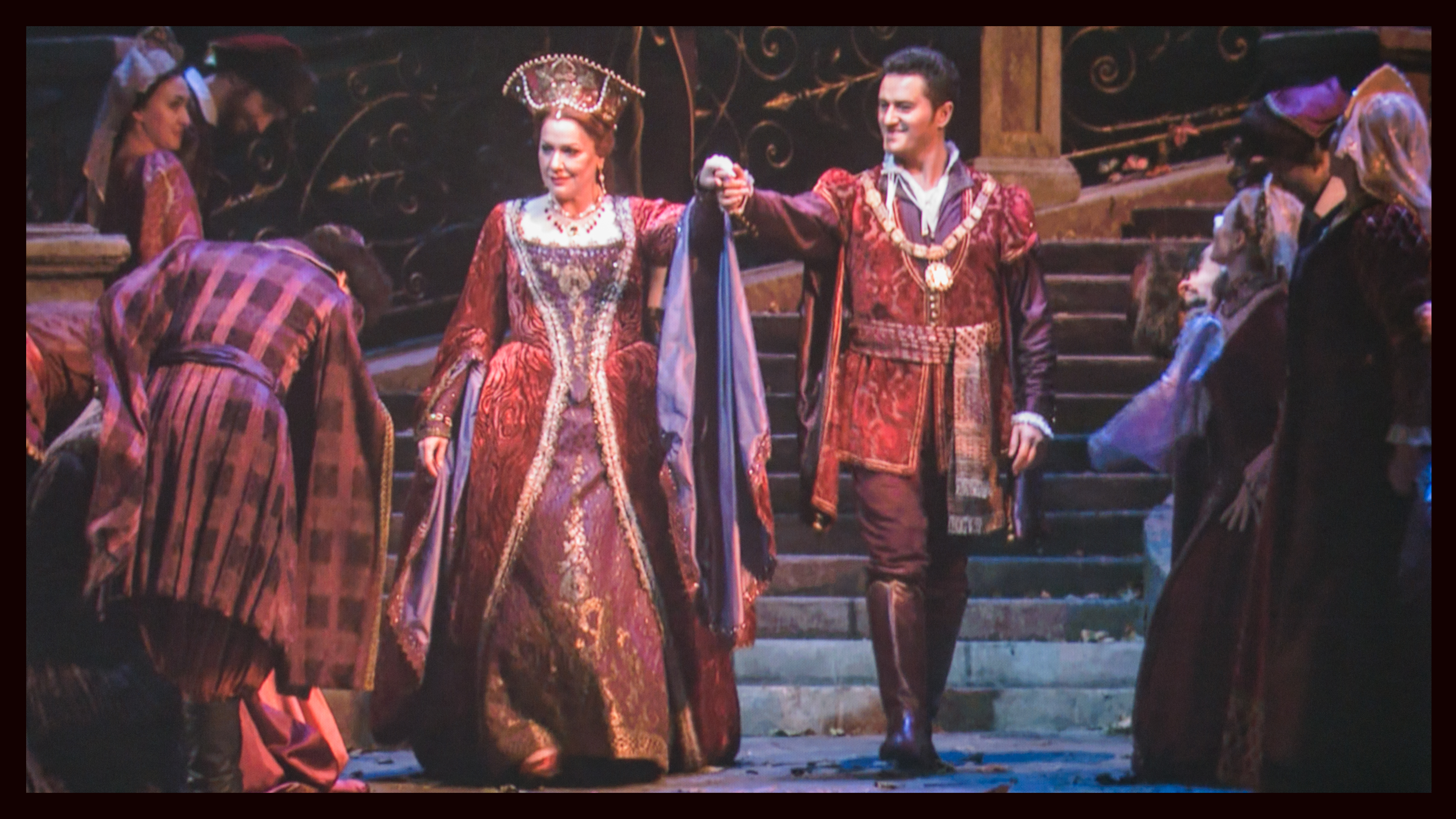
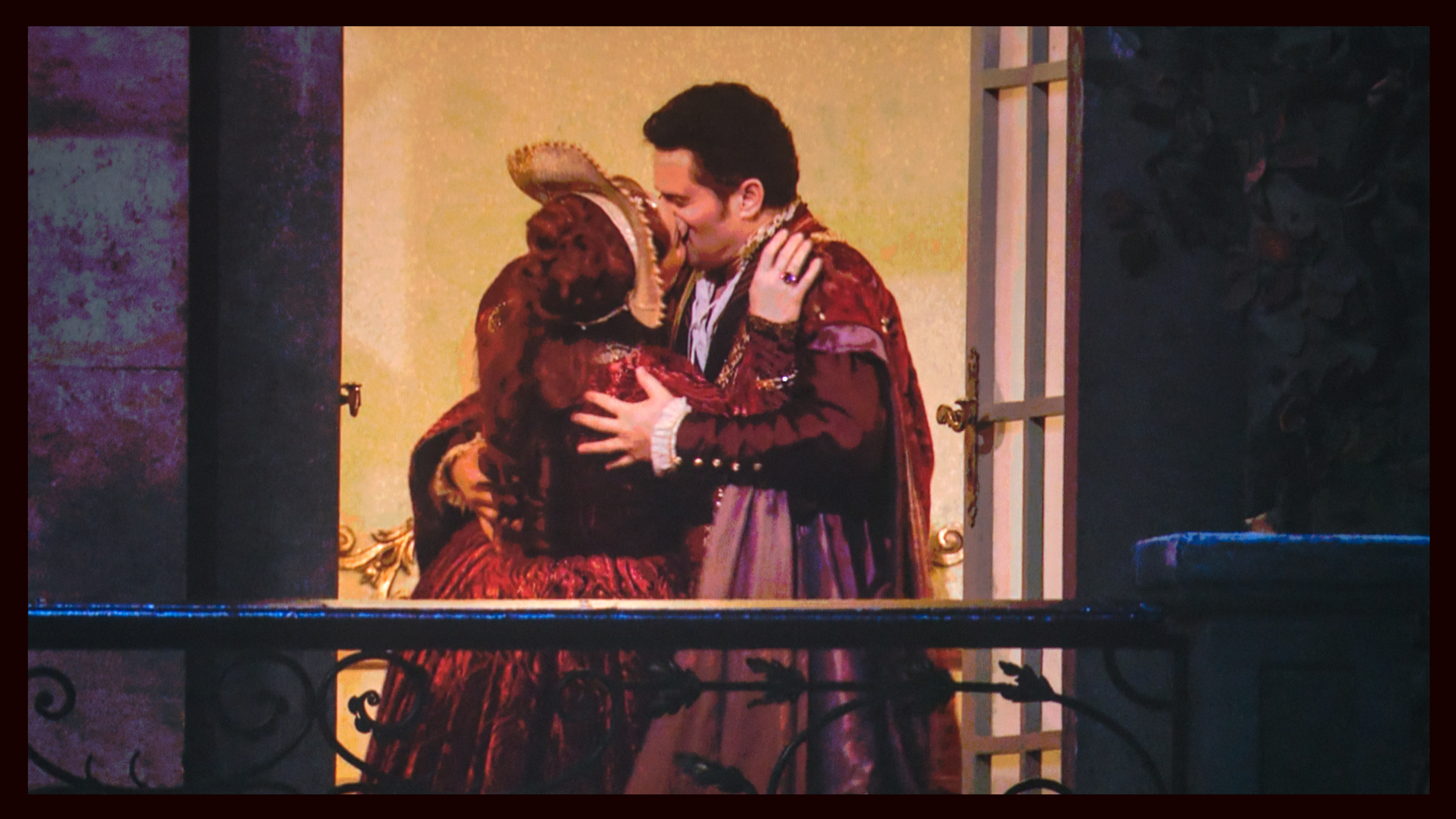
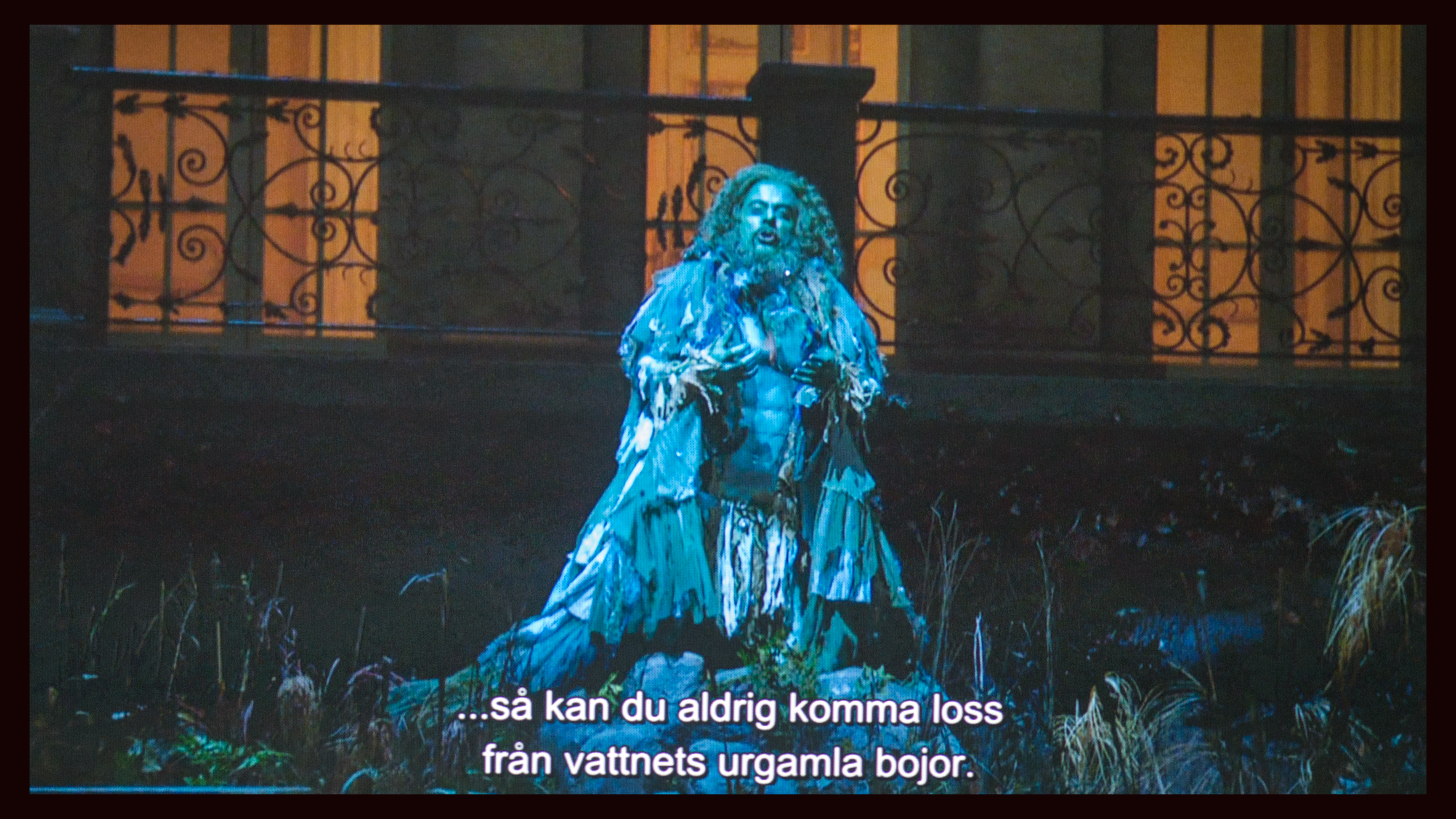
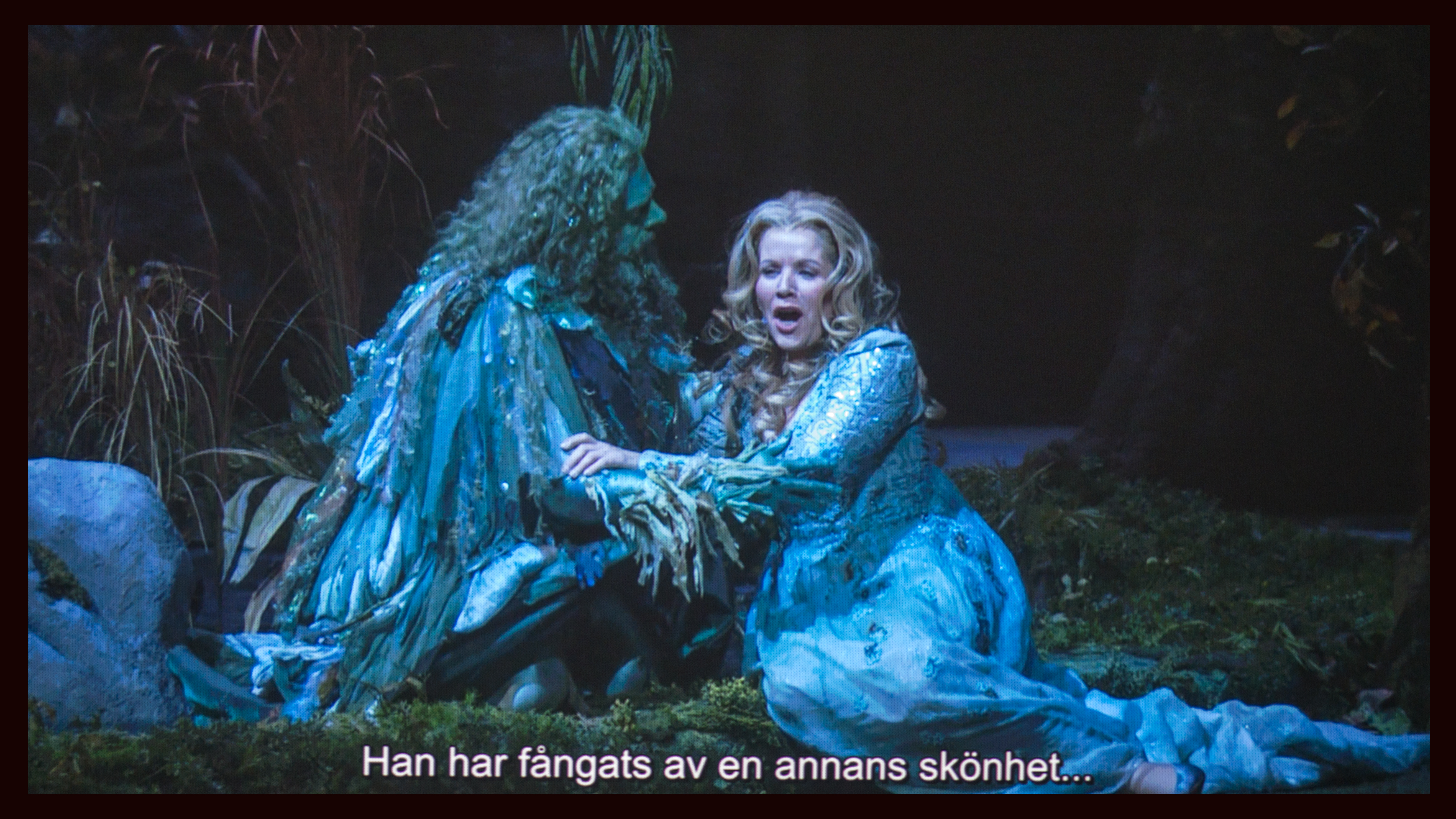
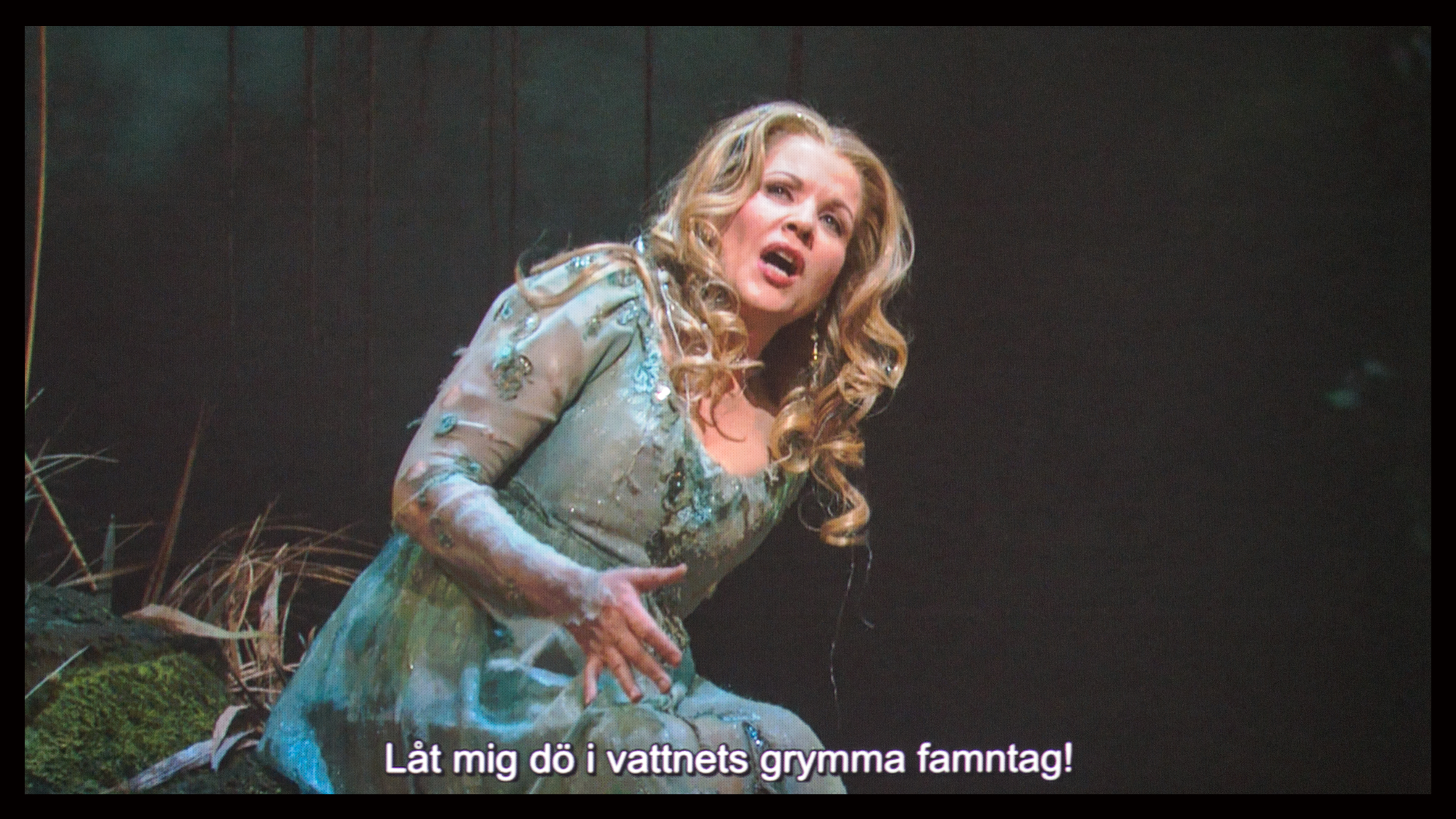
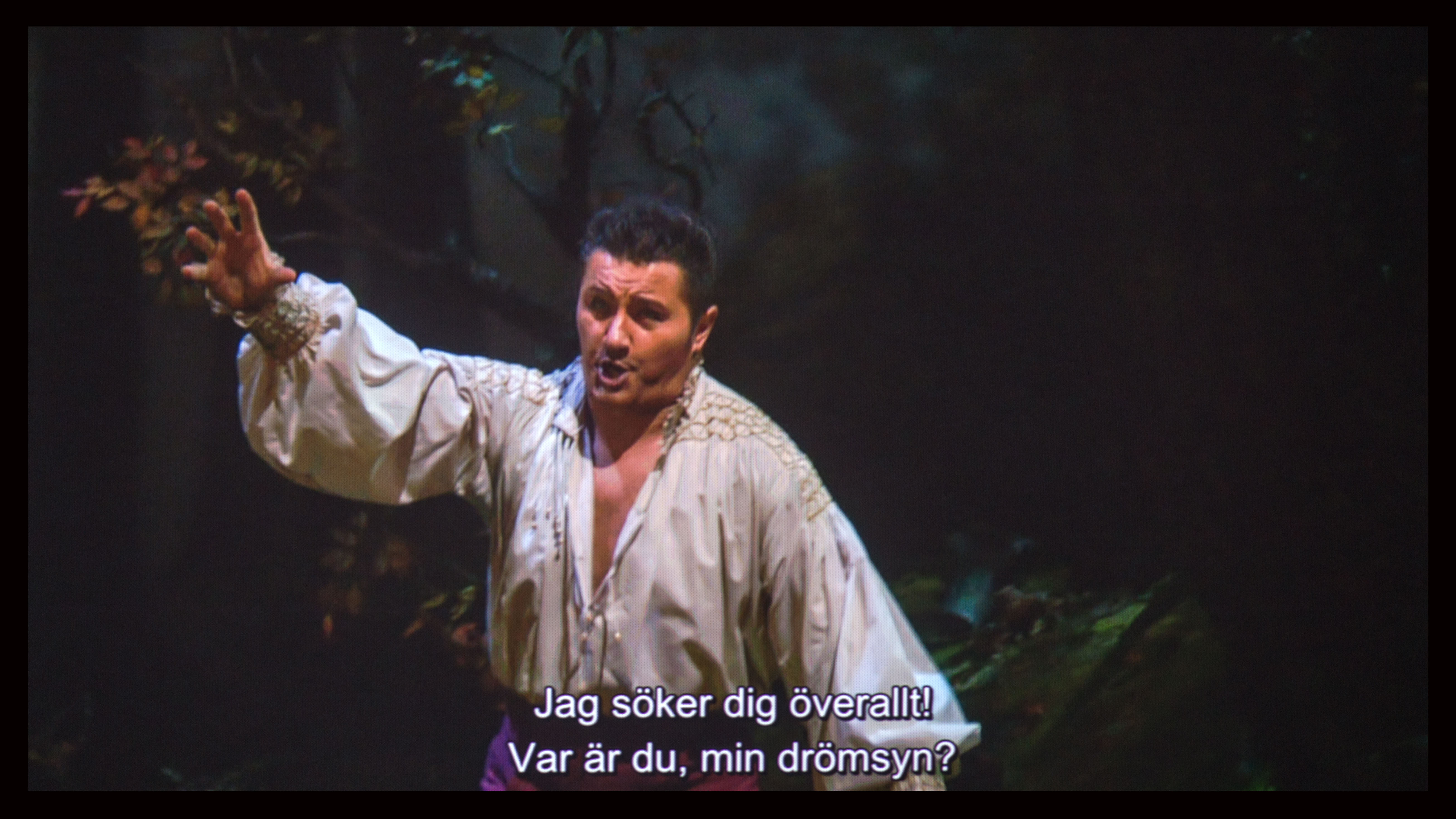
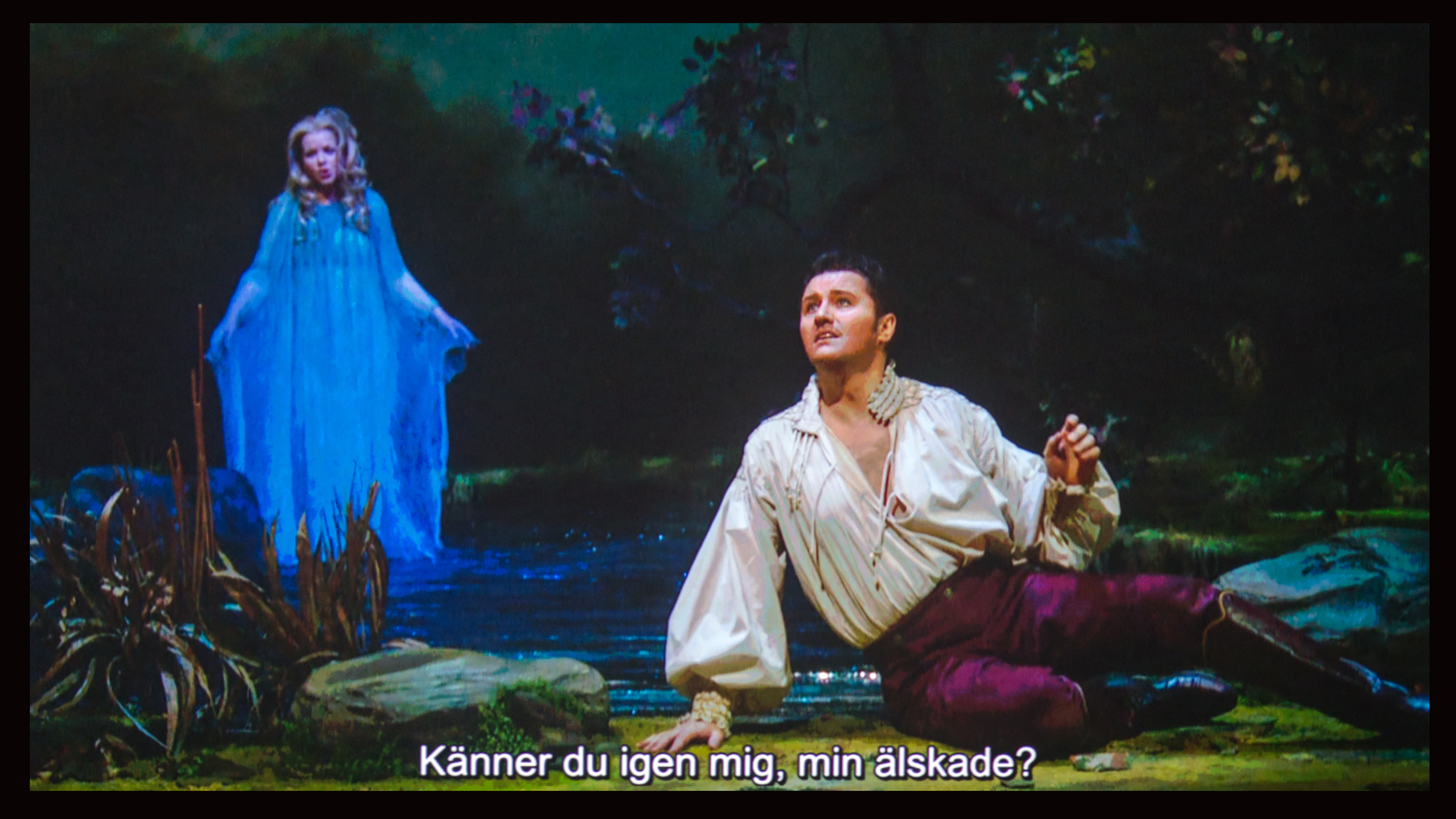
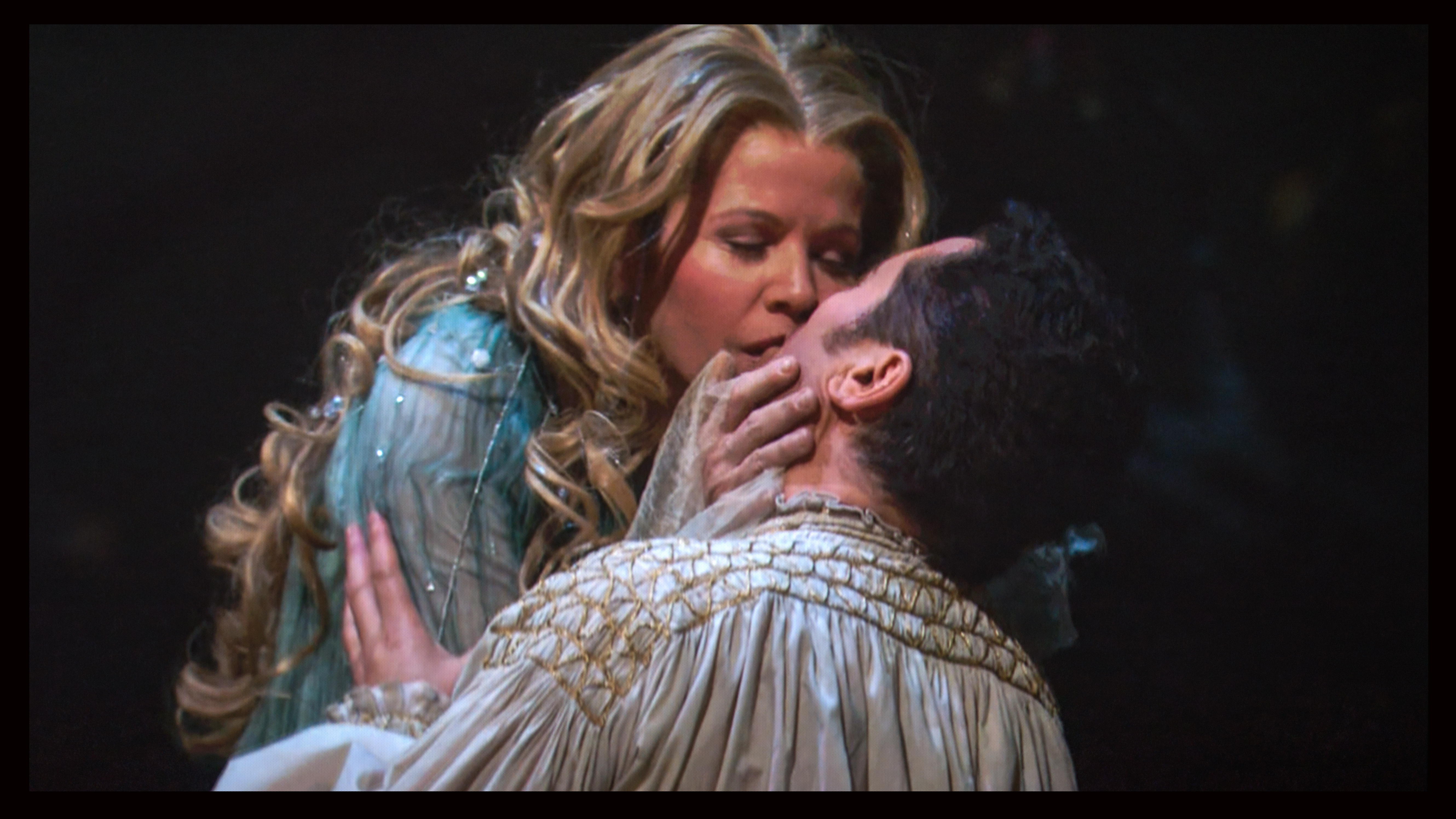
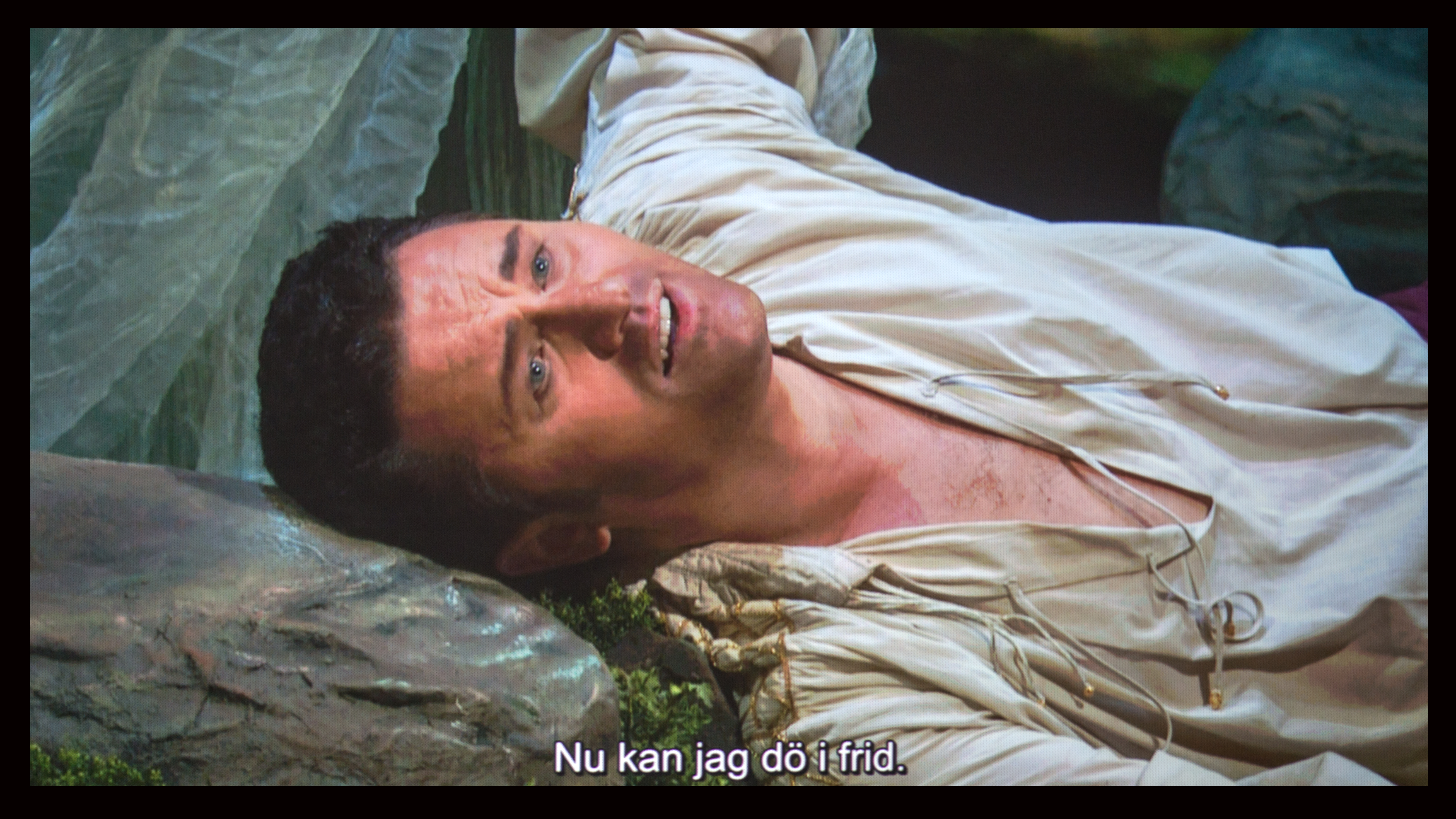
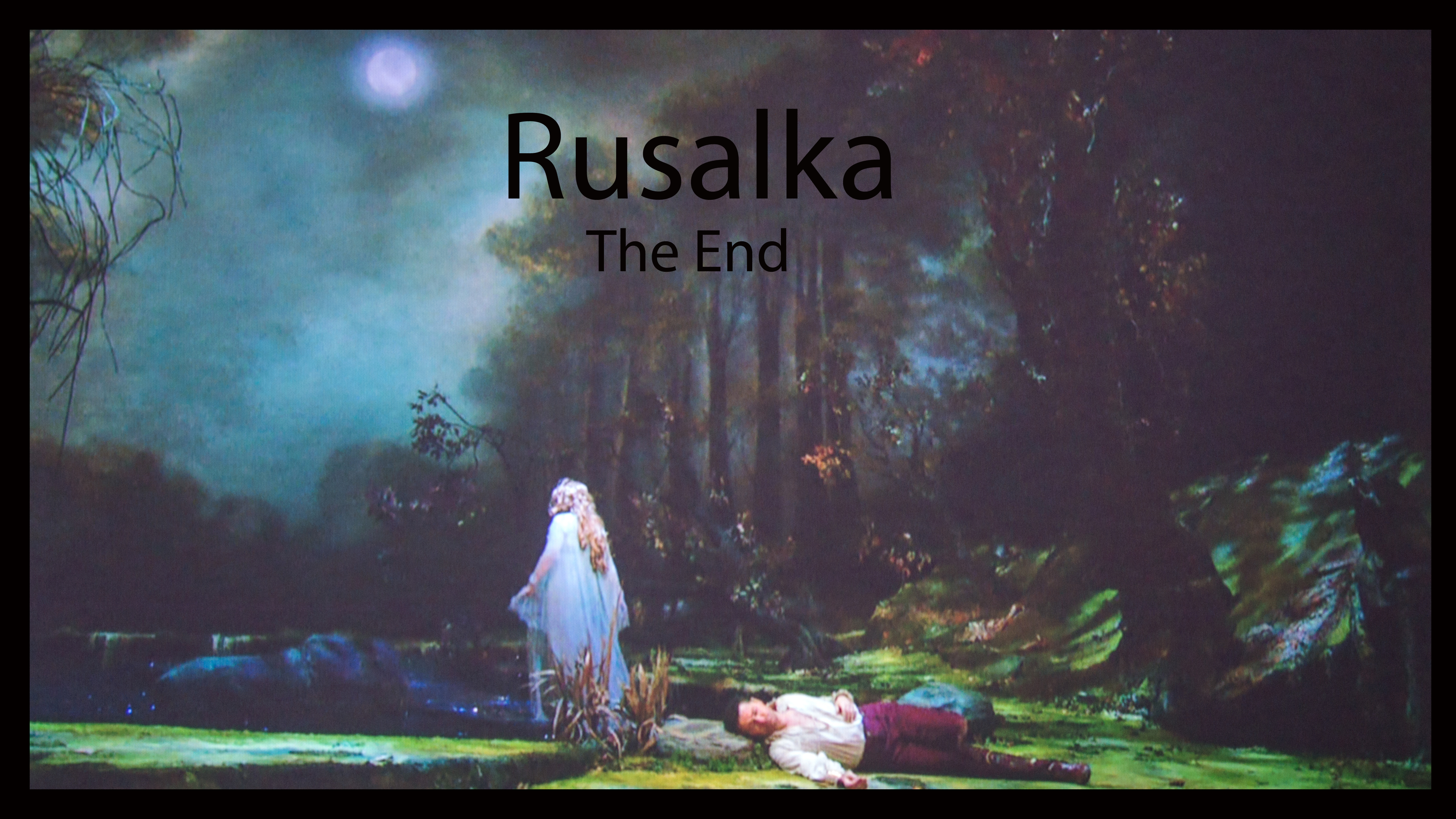

## Berömda arior
- Akt 1. O, silvermåne (Rusalka)
- Akt 3. Sjöns gudinna (Prinsen)

## Diskografi (urval)
- Rusalka. Fleming, Heppner, Hawlata, Zajlick, Urbanová, Kusnjer, Kloubová, Kühn. Blandad kör. Tjeckiska filharmoniska orkestern. Charles Mackerras, dirigent. Decca 460 568-2. 3 cd.[1]

### Fotnoter
1. ↑   The Penguin guide to the 1000 finest classical recordings : the must have CDs and DVDs. London: Penguin Books. 2011. Libris 12532581. ISBN 978-0-241-95525-3